# Force de l'art
Force de l'art (česky Síla umění) je výstava moderního umění, která se koná každé tři roky v Paříži. Pořádá ji Centre national des arts plastiques (Národní centrum výtvarného umění) pod záštitou ministerstva kultury a komunikace (Generální ředitelství umělecké tvorby).

## Princip
Cílem Force de l'art je poskytnout přehled o současných uměleckých aktivitách ve Francii, ať francouzských umělců, ale i cizinců tvořících na jejím území. Kromě soudobých představitelů kurátoři vystavují i umělce, kteří jsou již součástí dějin umění. Akce je určena široké veřejnosti k lepšímu porozumění současného umění a jeho vlivu na společnost. Force de l'art tvoří vždy několik samostatných výstav jednotlivých umělců nebo směrů.

## Historie
První dva ročníky triennale, které podpořil i premiér Dominique de Villepin, se konaly v roce 2006 a 2009 v hlavní lodi Grand Palais. Pro ročník 2012 byl zvolen Palais de Tokyo, který bude při této příležitosti otevřen pro veřejnost po dlouhé rekonstrukci.
Ročník 2006 se odehrával od 10. května do 25. června v Grand Palais a bylo představeno na 200 umělců. Akci navštívilo 80 000 návštěvníků.
2. ročník 2009 se konal od 24. dubna do 1. června v Grand Palais a v rámci připojených výstav též v Louvru, Eiffelově věži, Palais de la découverte, Musée Grévin a kostele Saint-Eustache. Návštěvnost činila 67 286 návětvníků, i s doprovodnými výstavami 107 000 osob.